# 拉布市场
拉布市场是一个坐落在马来西亚吉打州亚罗士打市里的一栋广场。“拉布”马来语译成周三的意思，即周三市场，成立于1975年。1978年2月25日，时任马来西亚副首相马哈迪·莫哈末为拉布市场主持开幕。市场以售卖衣服，首饰，地道小吃而闻名，是游客必到的观光点。马哈迪从政期间曾大力发展该市集，将之成为亚罗士打的一个地标。

## 历史
马哈迪·莫哈末曾经在日治时期，在拉布市场里当小贩卖香蕉，赚取香蕉货币。
自1959年开始，马哈迪一直是“拉布市场合作社”的会员，并在1974年担任该合作社的副主席，积极为当地的土著商贩争取更多的商业空间。在马哈迪的努力下，州政府在1976年批准拨款进行“拉布市场商业大厦”工程。两年后，一座三层楼高的商业大厦完工，并在1978年2月25日获马哈迪主持开幕礼。
1996年，马哈迪再次批准拨出600万令吉为拉布市场大厦进行等二轮的扩建工程，确保更多的商家受惠，同时也更能吸引消费群前来购物。此外，马哈迪还组织了一支拉布市场商贩团，到吉隆坡商业大厦及数间食品加工厂进行为期一星期的考察活动。
如今，拉布市场市集成了吉打州购物嘉年华会的重点区，同时也是国内外游客到访吉打州时必到之处。